# Kerstin Plehwe
Kerstin Plehwe (* 1967 in München) ist eine deutsche Autorin, Rednerin und Unternehmerin.

## Leben
Nach dem Studium arbeitete Kerstin Plehwe im Marketing bei Microsoft in München und machte sich zwei Jahre später mit einem eigenen Beratungsunternehmen selbständig. Nach Lebensstationen in Südafrika, USA und Japan lebt sie heute in Deutschland und den USA. Sie ist Unternehmerin, Stifterin und Beraterin, schreibt Bücher und hält international Vorträge für Unternehmen, Verbände und gemeinnützige Organisationen. Beim Fernsehsender Welt, vormals N24 ist sie als Politikanalystin.
Kerstin Plehwe ist ehemalige Vorsitzende der überparteilichen Initiative „ProDialog“ und Mitgründerin der „ASTRAIA Female Leadership Foundation“, wo sie ehrenamtlich im Vorstand arbeitet. 2002–2005 war sie die erste weibliche Präsidentin des Deutschen Dialogmarketing Verbandes.

## Auszeichnungen
- 2010: Pollie Silver Award, der „Oscar der politischen Kommunikation“, verliehen vom US-Verband American Association of Political Consultants, Initiative ProDialog und MAP
- 2014: Pollie Gold Award, der „Oscar der politischen Kommunikation“, verliehen vom US-Verband American Association of Political Consultants, Initiative ProDialog

## Veröffentlichungen
- 2005: Mit Dialogmarketing zum Wahlerfolg ISBN 3-9810024-1-5
- 2006: Endstation Misstrauen? Einsichten und Aussichten ISBN 3-9811316-1-4
- 2007: Die Kampagnenmacher ISBN 978-3-9811316-5-9
- 2008: Das Pinocchio-Paradox - Warum Glaubwürdigkeit zu wirtschaftlichem Erfolg führt ISBN 978-3-86774-022-7
- 2008/2009: Von der Botschaft zur Bewegung: Die 10 Erfolgsstrategien des Barack Obama ISBN 978-3981262902, ISBN 978-3-9812629-1-9
- 2009: Die Dialog Revolution - Aufbruch in ein neues Zeitalter der Kommunikation ISBN 978-3-9812629-2-6
- 2011: Female Leadership - DIE MACHT DER FRAUEN - Von den Erfolgreichsten der Welt lernen ISBN 978-3-9812629-4-0 (Druckausgabe), ISBN 978-3-9812629-5-7 (E-Book)
- 2013: "Die Weisheit der Elefanten - Was ich als Rangerin im Krüger-Nationalpark fürs Leben lernte" ISBN 978-3-8902943-9-1 (gebundene Ausgabe)
- 2016: So denken erfolgreiche Frauen ISBN 978-3981262995 (gebundene Ausgabe)